# Stylodipus sungorus
Stylodipus sungorus es una especie de roedor de la familia Dipodidae.

## Distribución geográfica
Se encuentran en Mongolia,  y posiblemente en China.